# Cantone di Castres-Ovest
Il Cantone di Castres-Ovest era una divisione amministrativa dell'arrondissement di Castres.
È stato soppresso a seguito della riforma complessiva dei cantoni del 2014, che è entrata in vigore con le elezioni dipartimentali del 2015.
Comprendeva parte della città di Castres e i comuni di:
- Saïx
- Navès